# Tadeusz Figiel
Pour les articles homonymes, voir Figiel.
Tadeusz Figiel (né le 2 juillet 1948 à Gdańsk ) est un mathématicien polonais spécialisé en analyse fonctionnelle.

## Biographie
En 1970, Figiel est diplômé en mathématiques à l'université de Varsovie. Il a obtenu son doctorat en 1972 sous la direction d'Aleksander Pełczyński puis a obtenu son habilitation en 1975 avec une thèse d'habilitation O modułach wypukłości i gładkości (Sur les modules de convexité et de douceur) à l'Instytut Matematyczny Polskiej Academia Nauk (Institut PAN de mathématiques). Là, Figiel a été nommé en 1983 professeur associé et en 1990 professeur titulaire. Il est le chef de la branche de Gdańsk de l'Académie polonaise des sciences et le rédacteur en chef de la revue Studia Mathematica.
Figiel a reçu en 1976 le prix Stefan-Banach, en 1988 le Prix d'état polonais (pl) du Premier Degré (avec Zbigniew Ciesielski), en 1989 la médaille de la Commission de l'Éducation nationale (pl), et en 2004 la médaille Stefan-Banach. En 1983, il a été conférencier invité au Congrès international des mathématiciens à Varsovie.
Avec Joram Lindenstrauss et Vitali Milman, il a démontré d'importants résultats liés au théorème de Dvoretzky.

## Publications (sélection)
- avec William B. Johnson (en) : "The approximation property does not imply the bounded approximation property." Actes de l'American Mathematical Society 41 (1973), 197–200. DOI 10.1090/S0002-9939-1973-0341032-5
- avec Wayne J. Davis, William B. Johnson et Alexander Pelczynski : "Factoring weakly compact operators." Journal of Functional Analysis 17, non. 3 (1974): 311–327.
- avec WB Johnson. "A uniformly convex Banach space which contains no l p ." Compositio Mathematica 29, no. 2 (1974): 179-190.
- avec WB Johnson et Lior Tzafriri : "On Banach lattices and spaces having local unconditional structure, with applications to Lorentz function spaces." Journal of Approximation Theory 13, no. 4 (1975): 395–412.
- "On the moduli of convexity and smoothness." Studia Mathematica 56, no. 2 (1976): 121-155.
- avec Joram Lindenstrauss et Vitali D. Milman : "The dimension of almost spherical sections of convex bodies." Acta Mathematica 139, no. 1 (1977): 53–94. DOI 10.1007/BF02392234
- avec Z. Ciesielski : "Spline bases in classical function spaces on compact C∞ manifolds, Part II." Studia Mathematica 76, no. 2 (1983): 95-136.
- "Singular integral operators: a martingale approach." Geometry of Banach spaces (Strobl, 1989) 158 (1990): 95–110.
- avec Ken Dykema, Gary Weiss et Mariusz Wodzicki : "Commutator structure of operator ideals." Advances in Mathematics 185, no. 1 (2004): 1-79.